# Colonia Padre Hidalgo
Colonia Padre Hidalgo är en ort i Mexiko.   Den ligger i kommunen Dolores Hidalgo och delstaten Guanajuato, i den centrala delen av landet, 270 km nordväst om huvudstaden Mexico City. Colonia Padre Hidalgo ligger 1 968 meter över havet och antalet invånare är 1 118.
Terrängen runt Colonia Padre Hidalgo är huvudsakligen platt, men åt sydväst är den kuperad. Terrängen runt Colonia Padre Hidalgo sluttar österut. Runt Colonia Padre Hidalgo är det ganska tätbefolkat, med 93 invånare per kvadratkilometer. Närmaste större samhälle är Dolores Hidalgo, 1,6 km söder om Colonia Padre Hidalgo. Trakten runt Colonia Padre Hidalgo består till största delen av jordbruksmark.